# Bertrada Laonska
Bertrada ali Berta Laonska, znana tudi kot Bertrada Mlajša ali Berta s širokimi stopali (iz latinskega Regina pede aucae – kraljica z gosjimi stopali) je bila od leta 751 do 768  frankovska kraljica, * med 710 in 727, † 12. julij 783.
Bila je hčerka grofa Hariberta Laonskega. Leta 740 se je poročila s Pipinom Malim, takratnim majordomom Karla Martela. Poroko je Cerkev priznala šele nekaj let kasneje. Ko je Pipin leta 751 strmoglavil Merovinge, je postala prva frankovska kraljica iz Karolinške dinastije. Pipinu je rodila štiri otroke: Karlmana, Karla, Pipina, ki je umrl kot otrok, in hčerko Gizelo. Po moževi smrti sta Karlman in Karel razdelila Frankovsko kraljestvo. Po Karlmanovi smrti je Karel zavladal celemu kraljestvu. Gizela je odšla v samostan.
Bertrada je ostanek življenja preživela na Karlovem dvoru. Einhard trdi, da sta imela s sinom zelo lepe odnose. Karel se je na njeno spodbudo poročil z langobardsko princeso Deziderato. Njuna ločitev je bila domnevno edino nesoglasje med materjo in sinom. Ko je umrla, jo je Karel z vsemi častmi pokopal v baziliki Saint Denis v Parizu.

## Vir
- Settipani. Les Ancêtres de Charlemagne, Paris, 1989, str. 170. ISBN 2-906483-28-1.